# Estación de servicio R. W. Lindholm
La estación de servicio R. W. Lindholm (en inglés R. W. Lindholm Service Station) es una estación de servicio diseñada por Frank Lloyd Wright y ubicada en Cloquet, en el nororiente de Minnesota (Estados Unidos). Construida en 1958 y todavía en uso, es la única estación construida con un diseño de Wright durante su vida. Originalmente era parte del plan utópico de Broadacre City de Wright y es uno de los pocos diseños de ese plan que se implementó realmente. El edificio está incluido en el Registro Nacional de Lugares Históricos .

## Historia
Wright había diseñado la casa del propietario de la estación Ray Lindholm en 1952 y, sabiendo que Lindholm trabajaba en el negocio del petróleo, le presentó una propuesta para diseñar la estación de servicio prevista como parte de la ciudad de Broadacre. Lindholm aprovechó la oportunidad para embellecer el diseño de la gasolinera y Wright completó su diseño en 1956. La estación finalmente costó 20 000 dólares, unas cuatro veces el costo de la estación de servicio promedio en ese momento.
La estación se inauguró en 1958 con el nombre de Lindholm; más tarde se convirtió en una estación Phillips 66.
Su construcción fue solo un éxito parcial para Wright, ya que su visión de la estación de servicio como un centro social nunca se afianzó. Sin embargo, Phillips 66 incorporó varios de los elementos de diseño de la estación de servicio, particularmente el dosel triangular en voladizo, en estaciones de servicio posteriores.
La estación fue agregada al Registro Nacional de Lugares Históricos el 11 de septiembre de 1985, por su importancia arquitectónica. 
A partir de 2014 opera bajo la marca Spur.

## Diseño
En sus planes originales para Broadacre City, Wright diseñó sus estaciones de servicio para que fueran centros sociales comunitarios y una parte integral de sus ideas utópicas. Su diseño de la estación de servicio de Lindholm refleja estos planes y representa un enfoque poco convencional para el diseño de estaciones de servicio. Un dosel de cobre en voladizo se extiende sobre las bombas de gas; el extremo angular del dosel apunta al río Saint Louis, una característica que Wright pretendía conectar simbólicamente el transporte fluvial con el automóvil. Si bien Wright había planeado instalar bombas de gas suspendidas del dosel para agregar espacio, las regulaciones de seguridad locales lo obligaron a instalar bombas terrestres convencionales.
Debajo del dosel hay un salón de observación con paredes de vidrio, originalmente destinado a ser el centro social previsto en los planes de la ciudad de Broadacre. Las bahías de servicio de la estación están construidas con bloques de cemento escalonados; el escalón, así como el mortero empotrado entre las filas de bloques, proporciona un elemento horizontal al edificio. Los tragaluces permiten la entrada de luz solar a las bahías de servicio.
A pesar de la importancia de las estaciones de servicio para el concepto de Broadacre City, el edificio fue la única estación de servicio diseñada por Wright construida en su vida. Otra estación de servicio diseñada por Wright es parte del Museo Pierce-Arrow en Búfalo ; aunque diseñó la estación en 1927, no se construyó hasta 2013.